# Erzsébet Ruda
Erzsébet Ruda (ur. 22 sierpnia 1904 w Budapeszcie, zm. 2 kwietnia 1991) – węgierska lekkoatletka, dyskobolka i kulomiotka.
W 1927 wzięła udział w pierwszych zawodach lekkoatletycznych kobiet na Węgrzech. Podczas igrzysk olimpijskich w Amsterdamie (1928) z wynikiem 29,65 zajęła 16. miejsce w eliminacjach rzutu dyskiem i nie awansowała do finału.
Rekordzistka kraju w pchnięciu kulą oraz rzucie dyskiem.

## Rekordy życiowe
- Rzut dyskiem – 34,85 (1928)